# サバンナサウルス
サバンナサウルス（学名：Savannasaurus 「サバンナのトカゲ」の意味）は、オーストラリアクイーンズランド州ウィントン累層から発見され、後期白亜紀9800万年～9500万年前に生息していたティタノサウルス類の恐竜の属。サバンナサウルスはこのサバンナサウルス・エリオットラムの一種のみ知られている。

## 概要
推定全長は約15メートルでティタノサウルス類としては中型のほう。一番長いくて腹の辺り幅が約1.1メートルもあったことが特徴で、樽のような大きな腹をしていたと考えられている。長い消化器官を持つためにこのような進化をしたと考えられている。

## 分類
ディアマンティナサウルスに近い種と考えられている。